# 佐藤博史 (アイスホッケー)
佐藤 博史（さとう ひろし、1983年2月18日 - ）は、北海道釧路市出身の元アイスホッケー選手。ポジションはフォワード。

## 経歴
釧路市立昭和小学校、釧路市立鳥取中学校、北海道釧路江南高等学校卒業。
2002年、日本製紙クレインズ入団。